# Celâl Şengör
Ali Mehmet Celâl Şengör (nacido el 24 de marzo de 1955) es un académico y geólogo turco.
Şengör es un miembro de la Academia Nacional de Ciencias de EE. UU., la Sociedad Filosófica Estadounidense y la Academia Rusa de Ciencias. Es el segundo profesor turco elegido para la Academia Rusa de Ciencias después de Mehmet Fuat Köprülü. Şengör recibió la Medalla Gustav Steinmann de la Sociedad Geológica Alemana. Şengör, quien trabajó como profesor invitado en Francia, Reino Unido, Austria y los Estados Unidos de América, se hizo famoso por sus estudios en geología, especialmente en ciencias de la tierra estructural y tectónica. En 1988, recibió el título de doctorado honoris causa en ciencias de la Facultad de Ciencias de la Universidad de Neuchâtel. Şengör fue aceptado en la Academia Europaea en 1990 y se convirtió en miembro correspondiente del Servicio Geológico de Austria en el mismo año, y miembro honorario de la Sociedad Geológica de Austria en 1991. También ganó el premio Era de la Información del Ministerio de Cultura en 1991. En 1992, se convirtió en profesor en la Universidad Técnica de Estambul, Facultad de Minería, Departamento de Geología General.
Şengör dio su última conferencia en la Universidad Técnica de Estambul el 23 de marzo de 2022 y se retiró el 24 de marzo de 2022.

## Biografía
Celal Şengör nació el 24 de marzo de 1955 en Estambul, como el hijo de una familia de inmigrantes rumelianos.